# Belle Plaine (Minnesota)
Belle Plaine is een plaats (city) in de Amerikaanse staat Minnesota, en valt bestuurlijk gezien onder Scott County.

## Demografie
Bij de volkstelling in 2000 werd het aantal inwoners vastgesteld op 3789.
In 2006 is het aantal inwoners door het United States Census Bureau geschat op 4854, een stijging van 1065 (28,1%).

## Geografie
Volgens het United States Census Bureau beslaat de plaats een oppervlakte van
11,0 km², waarvan 10,5 km² land en 0,5 km² water.

## Plaatsen in de nabije omgeving
De onderstaande figuur toont nabijgelegen plaatsen in een straal van 20 km rond Belle Plaine.